# Cyphomyrmex vorticis
Cyphomyrmex vorticis é uma espécie de inseto do gênero Cyphomyrmex, pertencente à família Formicidae.

## Distribuição
São encontradas na Bolívia.